# Prairie de la Jizera
La prairie de la Jizera (en polonais : Hala Izerska, Izerska Łąka, en allemand : Grosse Iserwiese, en tchèque : Velká Jizerská louka) est un alpage situé à une altitude de 840 à 880 mètres dans la vallée de la Jizera, de part et d’autre du Monts de la Jizera dans les Sudètes.
Le nom Hala Izerska est inscrit, entre autres, dans le registre national des noms géographiques. On considère que l’auteur de ce nom est Tadeusz Steć, mais conformément à la tradition linguistique, on préfère utiliser le terme « łąka » au lieu de « hala »,.

## Climat

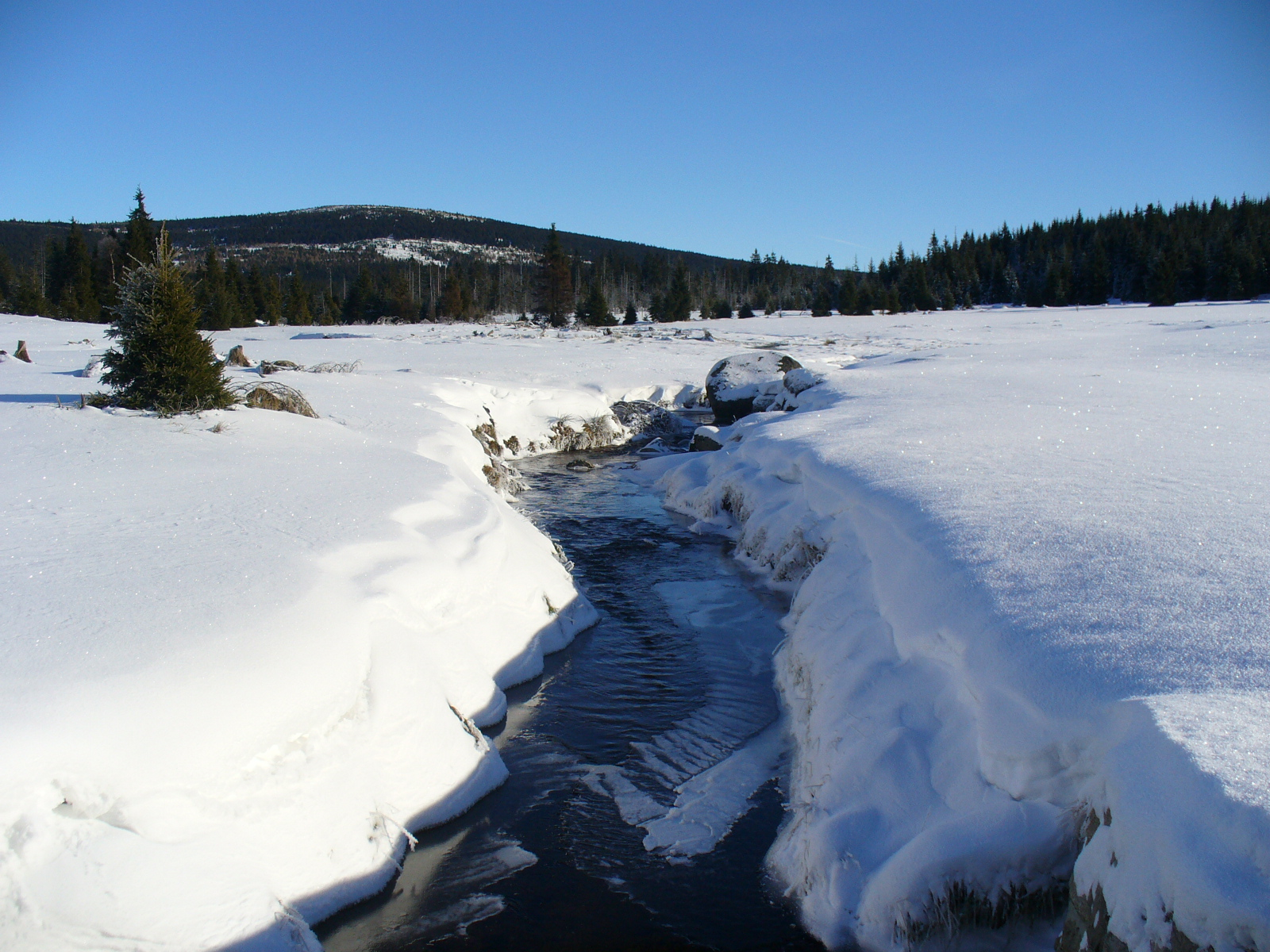
La prairie de la Jizera en hiver – l’endroit le plus froid de la Pologne

Les conditions climatiques sont proches de celles de l’étage subalpin des monts des Géants (situé 600 mètres plus haut), ce qui est causé par l’afflux d’air froid et humide de l’Atlantique. 
Ainsi, une température de -36,6 °C a été enregistrée le 29 décembre 1996, suivie de -36 °C le 3 février 2012. Durant l'été, il est également possible d'observer des températures négatives : -5,5°C le 20 juillet 1996, -1,7°C le 20 août 2012. La neige couvre le sol jusqu’au mois de mai. La prairie de la Jizera est l'une des localités les plus froides de la Pologne (en concurrence avec Puścizna Rękowiańska). Ces basses températures sont le résultat d’une couche d’inversion nocturne qui se produit quand l’air froid est transporté du sommet vers la vallée. Les précipitations annuelles atteignent 1500 millimètres (approximativement, le même niveau que dans les monts des Géants et dans les Tatras).

## Nature

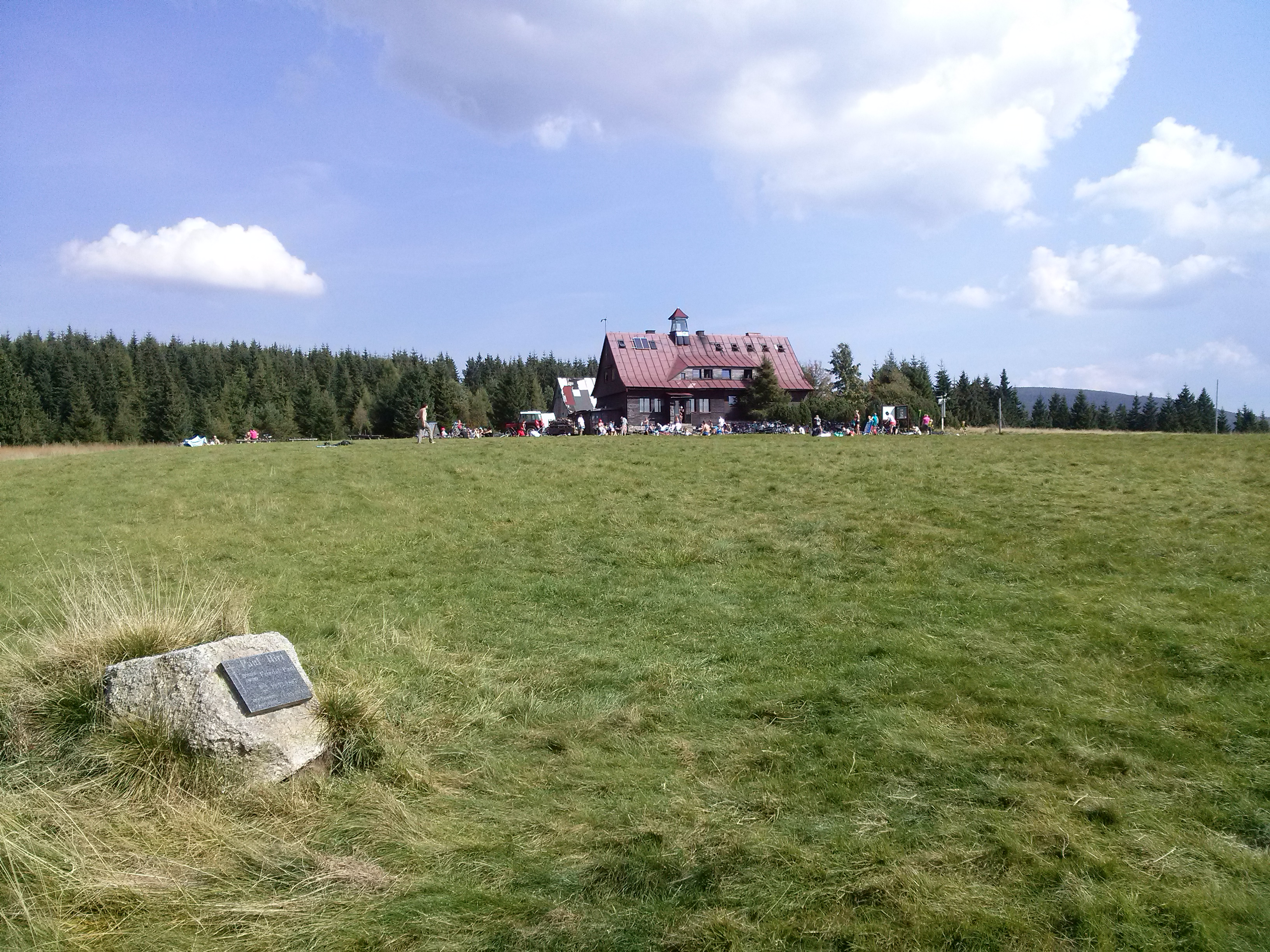
Le tombeau de Paul Hirt et le refuge Chatka Górzystów

Dans la prairie de la Jizera, on peut trouver les espèces de plantes caractéristiques de la tourbière : la camarine noire, la laîche pauciflore, la linaigrette vaginée ou le droséra à feuilles rondes. Cette prairie est également la station la plus basse du pin de montagne (l’une de deux situées hors les monts des Géants dans les Sudètes) et s’étend partiellement sur le territoire de la Réserve naturelle de la Tourbière de la Vallée de la Jizera. Elle fait partie du site Ramsar du même nom sous le numéro 2319.

## Tourisme
Le refuge de montagne Chatka Górzystów est le seul vestige restant du village de Gross-Iser, détruit dans les années 1950. Des pistes cyclables, des chemins piétonniers consolidés (entre autres de Świeradów-Zdrój), des sentiers de randonnée et des pistes de ski mènent au refuge.

### Sentiers de randonnée
Les sentiers suivants traversent la prairie:
- à Jakuszyce,
- de Stóg Izerski à Rozdroże Izerskie,
- de Polana Izerska à Szklarska Poręba.